# Jobst-Hinrich Ubbelohde
Jobst-Hinrich Ubbelohde (* 9. Januar 1965 in São Paulo, Brasilien) ist ein deutscher Verwaltungsjurist und parteiloser politischer Beamter. Von 2019 bis 2024 war er Staatssekretär für Europa im Ministerium der Finanzen und für Europa des Landes Brandenburg und Beauftragter für brandenburgisch-polnische Beziehungen des Landes Brandenburg.

## Leben
Ubbelohde legte 1983 sein Abitur an der Internationalen Deutschen Schule Brüssel ab und nahm anschließend ein Studium der Rechtswissenschaften auf, welches er an der Albert-Ludwigs-Universität Freiburg (1983–1985) sowie der Westfälischen Wilhelms-Universität Münster (1985–1989) absolvierte und mit dem ersten juristischen Staatsexamen beim Oberlandesgericht Hamm 1989 abschloss. Das Rechtsreferendariat absolvierte er von 1990 bis 1993 in Berlin, mit Auslandsstationen beim Auswärtigen Amt in Tunis und an der Universität Neapel Federico II. 1993 legte er das zweite juristische Staatsexamen beim Kammergericht in Berlin ab.
Von 1993 bis 2003 war er Justiziar im Ministerium für Stadtentwicklung und Verkehr des Landes Brandenburg, 2003 und 2004 als verkehrspolitischer Grundsatzreferent im Infrastrukturministerium des Landes Brandenburg und in der Folge bis 2013 als Referatsleiter für den Bereich ÖPNV/Eisenbahnen ebendort tätig. 2013 übernahm er in diesem Ministerium die Abteilungsleitung Grundsatzangelegenheiten und übte sie bis zu seiner Beförderung zum Staatssekretär aus.
Am 21. Dezember 2019 wurde Jobst-Hinrich Ubbelohde im Zuge der Bildung des Kabinetts Woidke III von Ministerin Katrin Lange zum Staatssekretär für Europa im Ministerium der Finanzen und für Europa des Landes Brandenburg berufen. In der Funktion war er auch Beauftragter für brandenburgisch-polnische Beziehungen des Landes Brandenburg. Mit der Bildung des Kabinetts Woidke IV am 11. Dezember 2024 schied er aus dem Amt des Staatssekretärs aus.
Ubbelohde wohnt in Falkensee und ist Vater von zwei Söhnen.